# Добровольский, Николай Александрович
Никола́й Алекса́ндрович Доброво́льский (10 [22] марта 1853 — 21 октября 1918) — русский государственный деятель, последний министр юстиции Российской империи (1916—1917), сенатор (18.10.1906), егермейстер Двора Его Императорского Величества (06.12.1906).

## Биография
Происходил из дворян. Родился в г. Валдай Новгородской губернии 10 (22) марта 1853 года (также указываются 1854 и 1855 года). Рано остался без отца, и воспитывался отчимом.
В 1876 году окончил юридический факультет Санкт-Петербургского университета и поступил вольноопределяющимся в Кавалергардский полк, откуда уволился в запас в 1878 году.
Служил по судебному ведомству. Был судебным следователем в Петербурге. В апреле 1879 года был назначен товарищем Волынского губернского прокурора, а в 1880 году — товарищем прокурора Житомирского окружного суда. С 23 мая 1882 года Н. А. Добровольский в течение четырёх лет служил товарищем прокурора Киевского окружного суда, а затем был переведён на аналогичную должность в Петербург. С сентября 1891 года — прокурор Митавского окружного суда, а впоследствии Рижского окружного суда.
В 1897 году перешёл в ведомство Министерства внутренних дел и был назначен с 8 февраля Гродненским вице-губернатором; с 2 апреля 1899 года стал Гродненским губернатором. В апреле 1899 года он также был избран почётным мировым судьёй Гродненского округа и дважды переизбирался на эту должность. Вскоре, 19 октября 1900 года, был утверждён обер-прокурором Первого департамента Сената.
Руководил подготовкой официального издания «История Правительствующего Сената за 200 лет. 1711—1911» (т. 1-5, 1911). Был вице-председателем Георгиевского комитета (1916).
С 20 декабря 1916 по 28 февраля 1917 года занимал должности министра юстиции и генерал-прокурора сената. Им было ограничено использование заключения под стражу как меры пресечения на предварительном следствии.
Во время Февральской революции был арестован, с 3 марта по 4 апреля 1917 года содержался в Петропавловской крепости. Допрашивался Чрезвычайной следственной комиссией. Считался ставленником Распутина, поэтому выяснялись и нюансы назначения на министерскую должность, и взаимоотношения с царской семьей, и знакомство с Распутиным, и основания к прекращению целого ряда дел, и личные денежные обстоятельства. Официально Добровольскому были вменены в вину три должностные преступления. Во-первых, он обвинялся в том, что, будучи обер-прокурором, получил из кассы бывшего Министерства императорского двора двадцать тысяч рублей, пожалованных государем на пособия особо нуждающимся чиновникам канцелярии Сената; но деньги он вернул с процентами и никакого ущерба кассе не причинил. В двух следующих «преступлениях» он тоже не признал себя виновным — речь шла о необоснованном прекращении дела некоей Феодосии Шмулевич и получении взятки от грозненского купца Я. Б. Нахимова за содействие его помилованию. И 4 августа 1917 года он был освобождён из заключения, с мерой пресечения «о неотлучке»; 22 августа 1917 года Чрезвычайная следственная комиссия разрешила ему выезд на Кавказ.
В сентябре 1918 года был арестован в Кисловодске большевиками как заложник и расстрелян в числе других пятидесяти девяти заложников в Пятигорске 21 октября 1918 года по постановлению Чрезвычайной комиссии.

## Награды
- Орден Святого Станислава 3-й степени (01.01.1881)
- Орден Святой Анны 3-й степени (01.01.1891)
- Орден Святого Станислава 2-й степени (01.01.1894)
- Орден Святой Анны 2-й степени (26.05.1896)
- Орден Святого Владимира 3-й степени (01.01.1902)
- Орден Святого Станислава 1-й степени (01.01.1906)
- Орден Святой Анны 1-й степени (01.01.1909)
- Орден Святого Владимира 2-й степени (02.03.1911)
- Орден Белого орла (01.01.1914)

Иностранные:
- Персидский орден Льва и Солнца 1-й степени (1900)
- Черногорский орден князя Даниила I 1-й степени (1900)

## Семья
- Николай Александрович Добровольский.
∞ (с 10.11.1891) Ольга Дмитриевна, урождённая княжна Друцкая-Соколинская (06.08.1870—1957/8, Ницца), дочь князя Дмитрия Николаевича Друцкого-Соколинского (1843—1886).
  - Ирина Николаевна (19.10.1892, Санкт-Петербург—?)
  - Марина Николаевна (15.12.1893—19.12.1928, Ницца)
  - Дмитрий Николаевич (08.04.1895—?)
  - Ольга Николаевна (04.10.1899—05.07.1944, Рим).
∞Киселевский.
∞Николай Николаевич Кисель-Загорянский (?—23.05.1922, Константинополь, Турция), Лейб-гвардии Кирасирского Её Величества полка корнет.
∞Николай Эммануилович Вуич (род. 09.11.1897, ум. 07.12.1976, Брюссель, Бельгия), сын Эммануила Ивановича Вуича (род. 25.11.1849, ум. 18.10.1930) и Екатерины Ивановны, урождённой Гладкой.
    - (от 3-го брака) граф Дмитрий Николаевич Вуич (род. 01.06.1929, Франция).

  - Николай Николаевич, с 27.12.1937 года — первый князь Друцкий-Соколинский-Добровольский (род. 17.09.1901—?)
    - Князь Николай Николаевич Друцкий-Соколинский-Добровольский (1933—1995). Без потомства.
    - Княжна Наталья Николаевна Друцкая-Соколинская-Добровольская
    - Княжна Татьяна Николаевна Друцкая-Соколинская-Добровольская